# Municipio de Bristol (condado de Trumbull)
El municipio de Bristol (en inglés: Bristol Township) es un municipio ubicado en el condado de Trumbull en el estado estadounidense de Ohio. En el año 2010 tenía una población de 2919 habitantes y una densidad poblacional de 43,61 personas por km².

## Geografía
El municipio de Bristol se encuentra ubicado en las coordenadas 41°23′00″N 80°51′47″O / 41.38333, -80.86306. Según la Oficina del Censo de los Estados Unidos, el municipio tiene una superficie total de 66.94 km², de la cual 66,85 km² corresponden a tierra firme y (0,14 %) 0,09 km² es agua.

## Demografía
Según el censo de 2010, había 2919 personas residiendo en el municipio de Bristol. La densidad de población era de 43,61 hab./km². De los 2919 habitantes, el municipio de Bristol estaba compuesto por el 98,6 % blancos, el 0,27 % eran afroamericanos, el 0,1 % eran amerindios, el 0,07 % eran asiáticos, el 0,14 % eran de otras razas y el 0,82 % eran de una mezcla de razas. Del total de la población el 0,62 % eran hispanos o latinos de cualquier raza.